# 静岡丸子テレビ中継局
静岡丸子テレビ中継局（しずおかまりこテレビちゅうけいきょく）は、静岡県静岡市駿河区に置かれているテレビ中継局。

## 所在地
- 静岡市駿河区丸子（元宿山）[1][2][3]

## 中継局概要

### デジタルテレビ放送
| リモコン 番号 | 放送局名     | チャンネル 番号 | 空中線 番号 | ERP   | 偏波面   | 放送対象地域 | 放送区域 内世帯数 | 運用開始日     |
| ------------- | ------------ | --------------- | ----------- | ----- | -------- | ------------ | ----------------- | -------------- |
| 1             | NHK静岡 総合 | 30              | 100mW       | 440mW | 垂直偏波 | 静岡県       | 約2,200世帯       | 2010年12月24日 |
| 2             | NHK静岡 教育 | 34              | 100mW       | 440mW | 垂直偏波 | 全国         | 約2,200世帯       | 2010年12月24日 |

#### 放送エリア
- 静岡市駿河区の一部[2][3]

#### 歴史
- 2010年
  - 11月25日 - 予備免許交付[2]
  - 11月26日 - 試験放送開始
  - 12月22日 - 本免許交付[3][4]
  - 12月24日 - 本放送開始[4]

#### 補足
- デジタルテレビ放送については静岡親局によってカバーされる予定だったが[6]、NHKについては難視聴地区が生じることが明らかになったため、単独でデジタル中継局を設置することになった[7][8]。

### アナログテレビ放送
| チャンネル 番号 | 放送局名            | 空中線 電力       | ERP                 | 偏波面   | 放送対象地域 | 放送区域 内世帯数 | 運用開始日     | 放送終了日    |
| --------------- | ------------------- | ----------------- | ------------------- | -------- | ------------ | ----------------- | -------------- | ------------- |
| 24              | SDT 静岡第一テレビ  | 映像1W/ 音声250mW | 映像2.2W/ 音声550mW | 垂直偏波 | 静岡県       | 約-世帯           | 1993年3月26日  | 2011年7月24日 |
| 26              | SATV 静岡朝日テレビ | 映像1W/ 音声250mW | 映像2.2W/ 音声550mW | 垂直偏波 | 静岡県       | 約-世帯           | 1993年3月26日  | 2011年7月24日 |
| 52              | NHK静岡 教育        | 映像1W/ 音声250mW | 映像2.5W/ 音声630mW | 垂直偏波 | 全国         | 約-世帯           | 1972年10月18日 | 2011年7月24日 |
| 54              | NHK静岡 総合        | 映像1W/ 音声250mW | 映像2.5W/ 音声630mW | 垂直偏波 | 静岡県       | 約-世帯           | 1972年10月18日 | 2011年7月24日 |
| 57              | SBS 静岡放送        | 映像1W/ 音声250mW | 映像2.2W/ 音声550mW | 垂直偏波 | 静岡県       | 約-世帯           | 1993年3月26日  | 2011年7月24日 |
| 59              | SUT テレビ静岡      | 映像1W/ 音声250mW | 映像2.2W/ 音声550mW | 垂直偏波 | 静岡県       | 約-世帯           | 1993年3月26日  | 2011年7月24日 |

- 全局2011年7月24日の正午をもって放送終了し、デジタルテレビ放送に完全移行した。